# Josh Green (politico)
Joshua Booth Green, detto Josh (Kingston, 11 febbraio 1970), è un politico e medico statunitense, governatore delle Hawaii a partire dal 5 dicembre 2022.

## Biografia
Nato a Kingston, nello Stato di New York, ma cresciuto a Pittsburgh, in Pennsylvania, Josh Green si laurea in antropologia presso il Swarthmore College e diventa dottore in medicina alla Pennsylvania State University. Dopo aver completato un periodo di residenza di tre anni all'Università di Pittsburgh, si trasferisce nelle Hawaii, dove entra a far parte del National Health Service Corps svolgendo la professione di medico presso la grande isola. Venne premiato dalla Hawaii Medical Association come medico dell'anno per due volte: la prima nel 2009 e la seconda nel 2022 per il suo impegno nella lotta alla pandemia di COVID-19.
Nel 2004 entra in politica con il Partito Democratico venendo eletto deputato alla Camera dei rappresentanti delle Hawaii per il 6º distretto. Rimasto in carica per due mandati fino al 2008, fu eletto quello stesso anno al senato hawaiano per il 3º distretto. Nel 2018 viene nominato dal neo-rieletto governatore David Ige come suo vicegovernatore. Candidatosi a governatore della Hawaii nel novembre 2022, vinse con un ampio margine di voti contro lo sfidante repubblicano Duke Aiona. Entra in carica il successivo 5 dicembre.